# 迈克尔·米诺维奇
迈克尔·安德鲁·米诺维奇（英語：Michael Andrew Minovitch，约1936年—）是一名美国数学家。他改变了普遍对火箭推进飞行器如何在太阳和星际空间航行的理解。当他作为一名加利福尼亚大学洛杉矶分校毕业生于19世纪60年代初的一个夏天在NASA位于加利福尼亚州帕萨迪纳的喷气推进实验室工作时，他首次发现了重力助推技术。
1961年，米诺维奇开始使用当时最快的计算机IBM 7090来解决三体问题。他进行了模拟，并在1962年阐述了他自己的答案。
19世纪末对彗星的早期研究表明，在彗星接近木星后，它们的轨道发生了很大变化，表明能量发生了转移。
第一个使用重力助推技术的飞行任务是先驱者10号。它在1973年12月经过木星，并利用重力助推将速度从52,000km/h提高到132,000km/h。随后，重力助推技术也使旅行者1号与旅行者2号成为可能。